# Torre de Chochís
La Torre de Chochís, también conocida como Torre de David, es un cerro de Bolivia, ubicado en la región de la Chiquitania. Se encuentra cerca a la localidad de Chochís, en el municipio de Roboré de la provincia de Chiquitos en el departamento de Santa Cruz, en la zona oriental del país. La torre de Chochís tiene una altura de 553 metros sobre el nivel del mar.
El cerro es un domo pedregoso, caracterizado por sus costados casi verticales y una cumbre que, en su mayor parte, carece de vegetación.
A sus pies se encuentra el Santuario Mariano de la Torre, un lugar construido con madera tallada y piedra.
Su nombre suele ser confundido con el de Cerro Chochís, que es un cerro de mayores dimensiones ubicado a casi 2 km al norte de la torre de Chochís.